# Grijota
Grijota é um município da Espanha na província de Palência, comunidade autónoma de Castela e Leão, de área 28,58 km² com população de 1326 habitantes (2007) e densidade populacional de 35,51 hab/km².

## Demografia
| Variação demográfica do município entre 1991 e 2004 | Variação demográfica do município entre 1991 e 2004 | Variação demográfica do município entre 1991 e 2004 | Variação demográfica do município entre 1991 e 2004 |
| --------------------------------------------------- | --------------------------------------------------- | --------------------------------------------------- | --------------------------------------------------- |
| 1991                                                | 1996                                                | 2001                                                | 2004                                                |
| 810                                                 | 794                                                 | 890                                                 | 1011                                                |